# 1968年メキシコシティーオリンピックのイタリア選手団
1968年メキシコシティーオリンピックのイタリア選手団（1968ねんメキシコシティーオリンピックのイタリアせんしゅだん）は、1968年10月12日から10月27日にかけてメキシコの首都メキシコシティーで開催された1968年メキシコシティーオリンピックのイタリア選手団、およびその競技結果。

## 概要
今大会は金メダル3個、銀メダル4個、銅メダル9個の合計16個のメダルを獲得した。

## メダル
| メダル | 選手名                                                                                                | 競技   | 種目                       |
| ------ | --- | ------ | -------------------------- |
| 金     | ピエルフランコ・ヴィアネッリ                                                                          | 自転車 | 男子個人ロードレース       |
| 銀     | ジョルダーノ・トゥッリーニ                                                                            | 自転車 | 男子スプリント             |
| 銅     | エディ・オットツ                                                                                      | 陸上   | 男子110mハードル           |
| 銅     | ジュゼッペ・ジェンティーレ                                                                            | 陸上   | 男子三段跳                 |
| 銅     | ルイジ・ロンカリア ロレンツォ・ボジージオ チプリアーノ・ケメッロ ジョルジョ・モルビアート             | 自転車 | 男子4000m団体追い抜き      |
| 銅     | ピエルフランコ・ヴィアネッリ ジョヴァンニ・ブラムッチ ヴィットリオ・マルチェッリ マウロ・シモネッティ | 自転車 | 男子チームタイムトライアル |